# Verbandsgemeinde Elbe-Heide
In de Verbandsgemeinde Elbe-Heide, gelegen in de Landkreis Börde, werken zeven gemeenten gezamenlijk aan de afwikkeling van hun gemeentelijke taken.

## Deelnemende gemeenten
1. Angern (1.969)
2. Burgstall (1.479)
3. Colbitz (3.224)
4. Loitsche-Heinrichsberg (975)
5. Rogätz * (2.185)
6. Westheide (1.719)
7. Zielitz (1.843)